# 梅龙镇广场
梅龙镇广场是位於中華人民共和國上海市靜安區南京西路的一座商業綜合體，佔地面積12000平方米，建築總面積121000平方米。梅龙镇广场所在地块原为大華飯店，后改为大都会娱乐中心。1990年代静安区以南京西路为中心开始旧区改造综合开发，拆除大都会娱乐中心。梅龙镇广场由香港和记黃埔地产有限公司和上海梅龙镇 (集团) 有限公司投資，上海建筑设计研究院和香港邓振威建筑设计事务所負責設計，上海市第一建筑工程公司負責施工，於1997年8月15日正式竣工。综合体在建成初期与周围的上海恒隆广场、中信泰富广场有“梅泰恒”、南京西路“金三角”之称。

## 内部

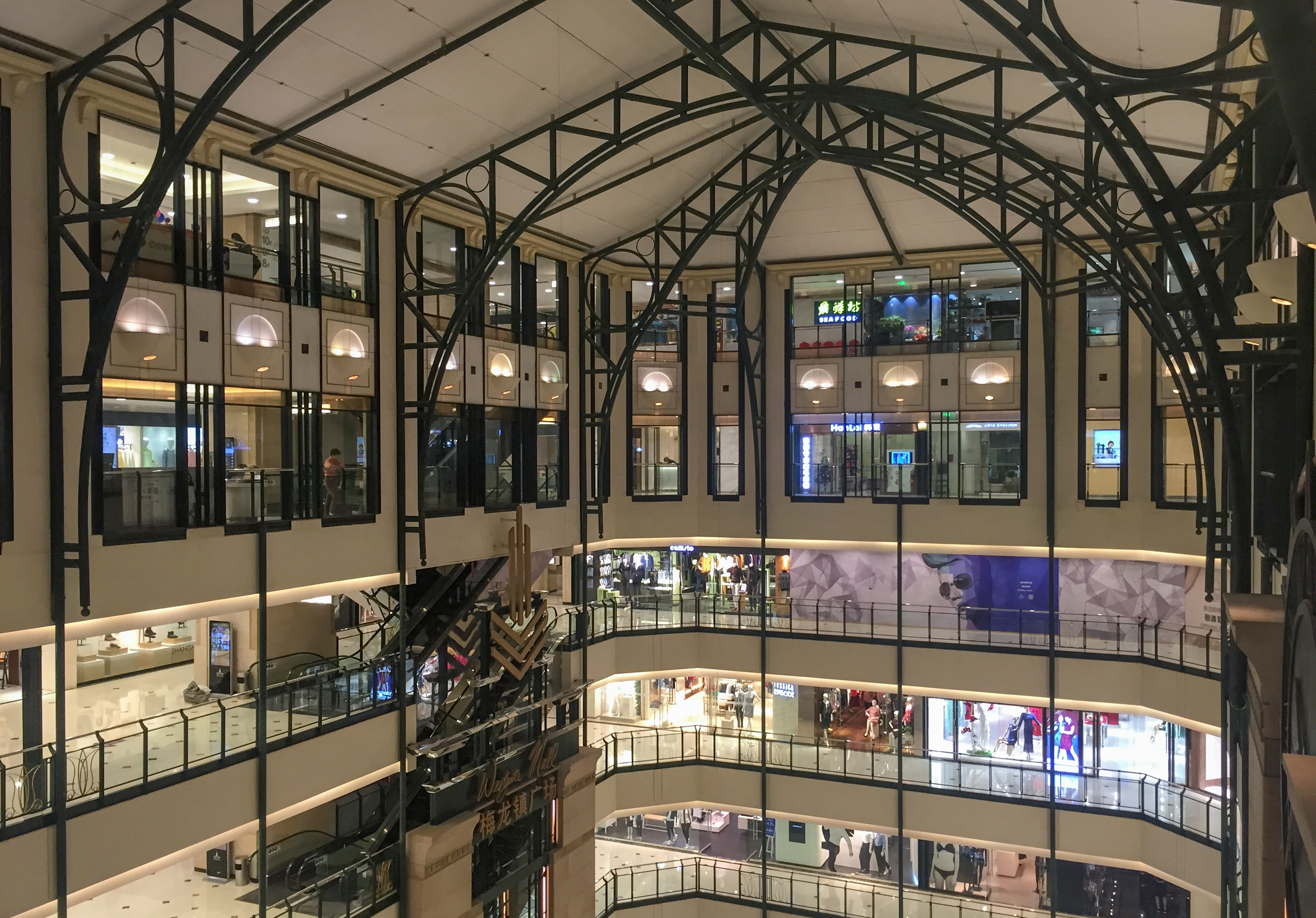
梅龙镇广场商场中庭

梅龙镇广场所在地原址是杨家花园，梅龙镇广场于1997年8月15日开业。综合体地上建築面積98000平方米，地下建築面積23000平方米。主要建築高度為156.4米，地上33層，地下3層，建筑外立面采用欧式风格。综合体内部1至10層為購物、娛樂、餐飲區域；11至32層為商務辦公區域，其中11层设有一座空中花园；另有1座10層高的裙樓；内部共设有44台自动扶梯和32台直梯。广场开业初期因遇上亚洲金融风暴，招租困难，和记黄埔曾举办1998年“虎年勿忘虎”慈善募捐活动、招聘15万元人民币年薪的商场“青春大使”选秀、2000年恐龙化石展等活动以吸引客户而引起热议。
梅龙镇广场1-10层为商业区域，包括独立营运的品牌店和梅龙镇伊势丹百货。梅龙镇伊势丹百货于1997年6月11日开业，2008年位于上海国际购物中心的华亭伊势丹结业后，梅龙镇成为伊势丹在上海的唯一分店。商业区中心为挑高32米（约7层）的中庭以营造宽广的内部空间氛围。商业区10层则为电影院。商场于2008年5月开始翻新外立面，安装LED屏幕，于同年11月完成；2009年又开始改造1楼的内部设施，增加女性向店铺及设施，2010年3月3日完工并重新开业。因租约到期，梅龙镇伊势丹于2024年6月30日终止营业。
商业区8层为美国驻上海总领事馆签证中心和美国公民服务中心。2003年4月17日，美国驻上海总领事馆领事处搬迁至梅龙镇广场八楼，负责领事馆的签证业务和美国公民服务。每日前往签证处面签的人流超过3000人次，为维护楼宇秩序，广场物业专门为此制定多项预案。馆内的领事机构还包括西班牙王国驻上海总领事馆商务处、斯洛文尼亚驻上海领事馆和爱沙尼亚驻上海总领事馆（现已暂时闭馆）。
广场10层及以上为面积30000平方米的办公区域。地下停车场面积3000平方米，设有330个车位。
2024年8月1日，梅龙镇广场除美国驻上海总领事馆外的其他商户与租户歇业。根据《上海市南京西路历史文化风貌区保护规划086街坊更新方案》，梅龙镇广场将进行升级改造。2024年12月31日，梅龙镇广场由梅龙镇集团交接至上海九百集团。

## 图片

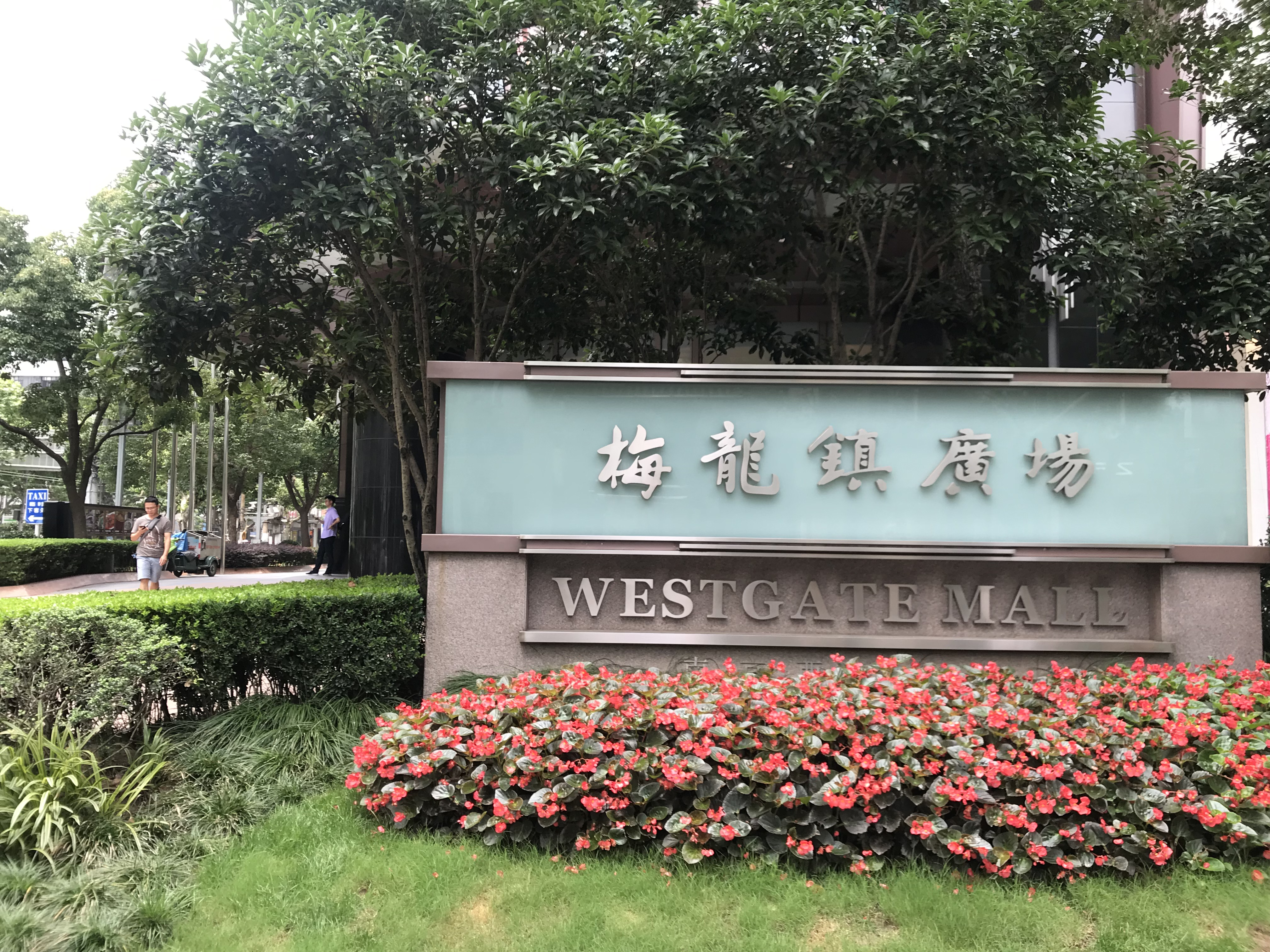
商场标牌
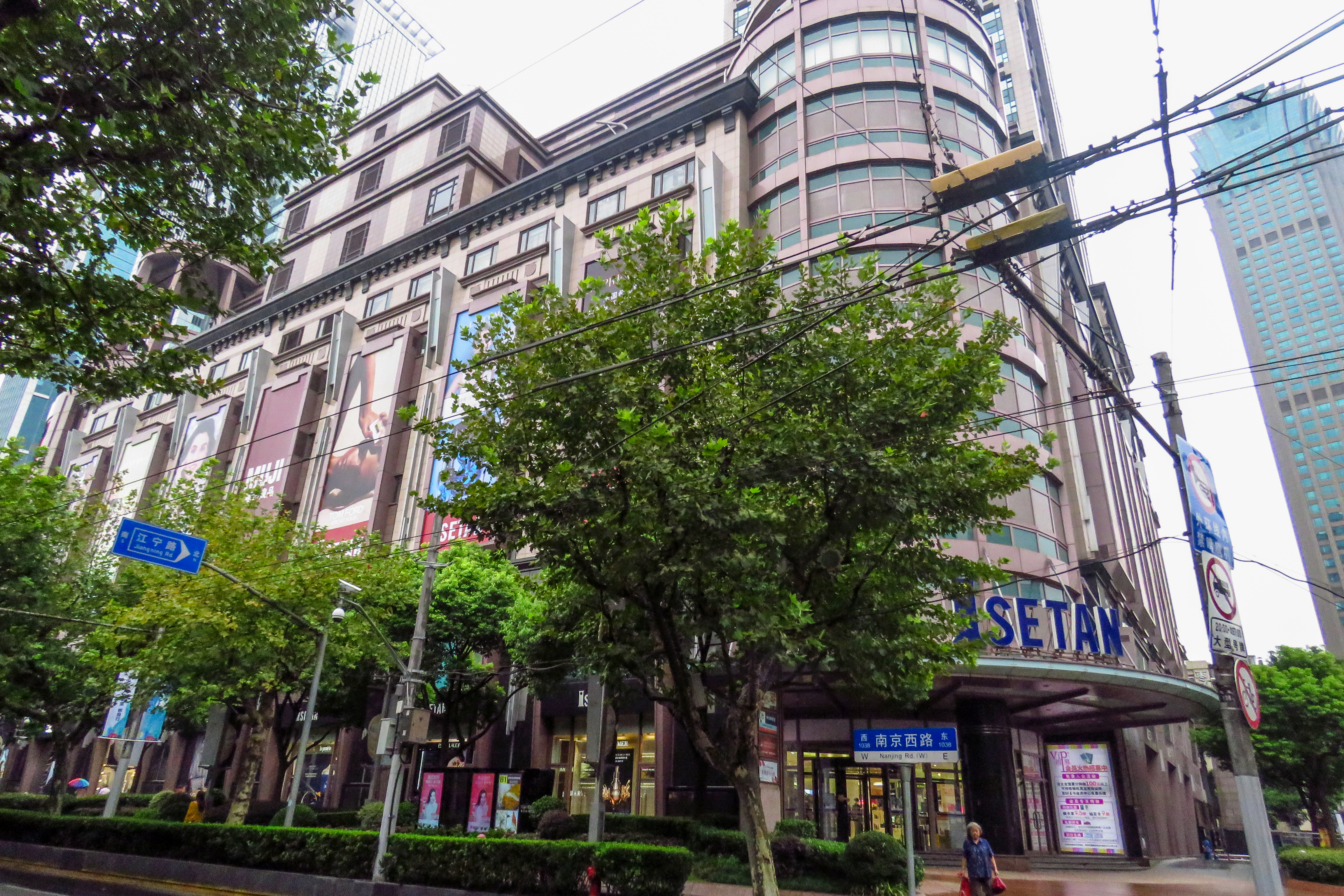
商场东南门
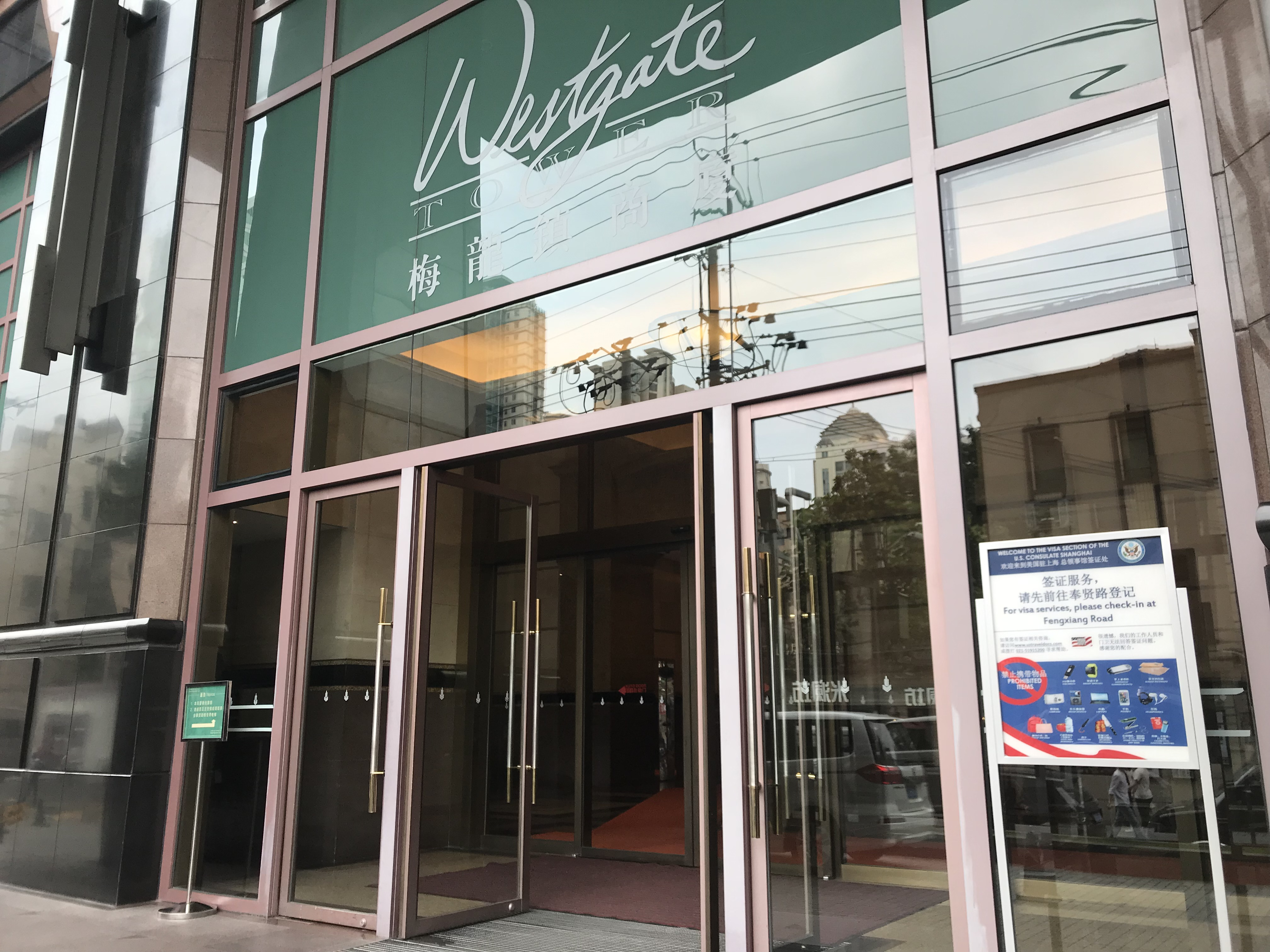
写字楼入口
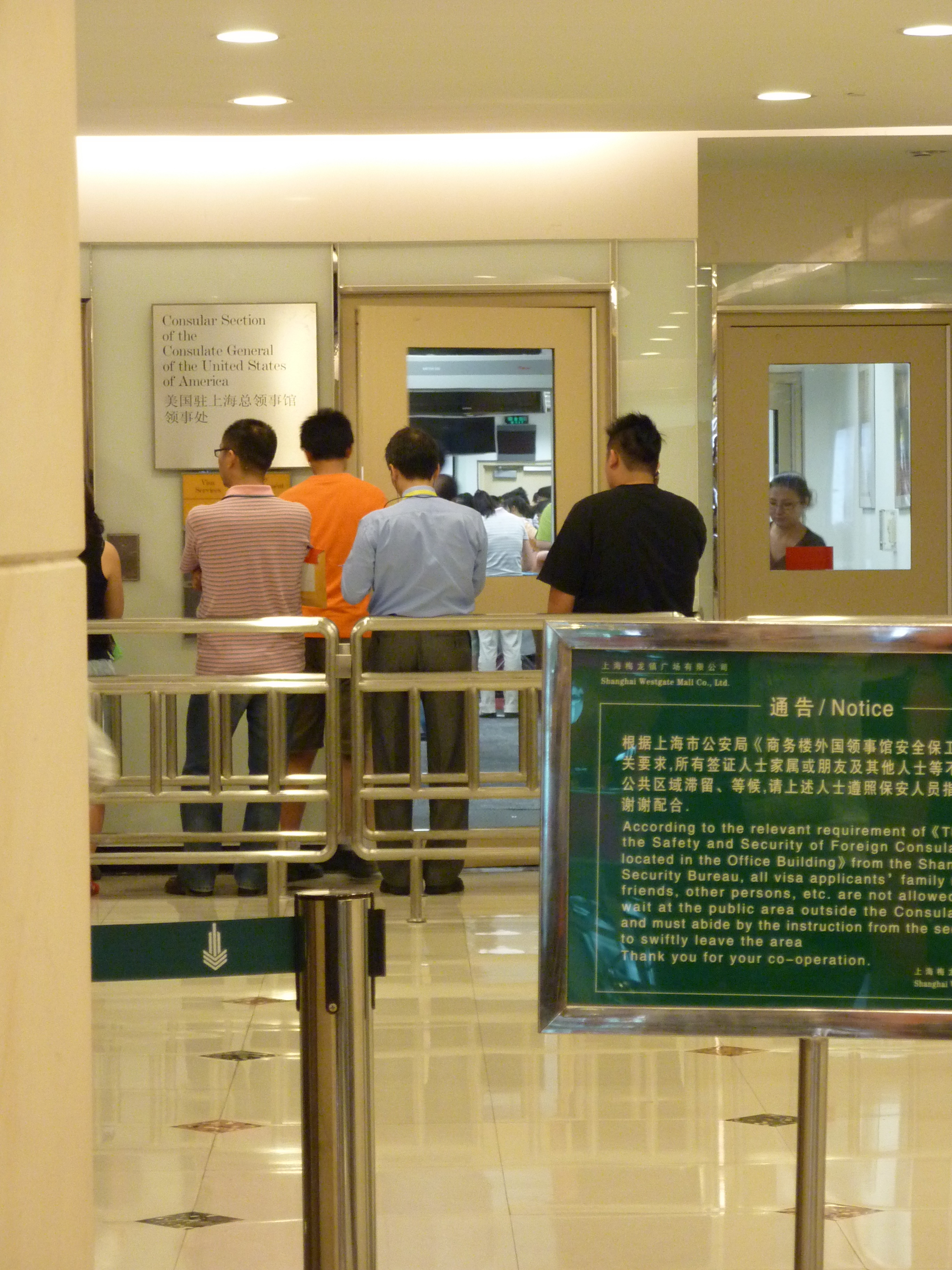
美国驻沪总领馆领事处
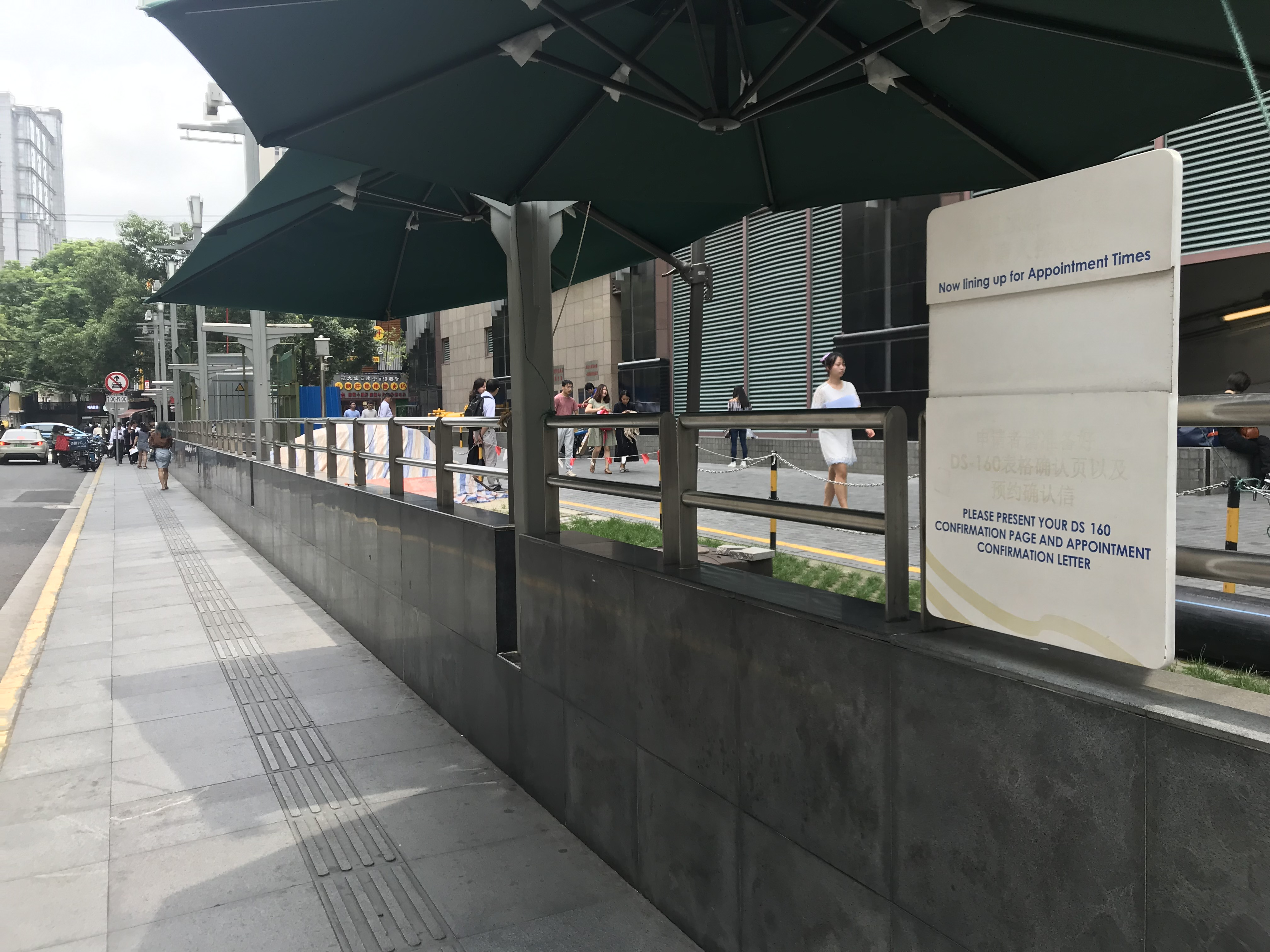
奉贤路上的美签排队处

## 外部連結
- 官方网站